# Adrian Michael (Politiker)
| Diese Baustelle befindet sich fälschlicherweise im Artikelnamensraum. Bitte verschiebe die Seite oder entferne den Baustein {{Baustelle}}. |

Solltest du über eine Suchmaschine darauf gestoßen sein, bedenke, dass der Text noch unvollständig sein und Fehler oder ungeprüfte Aussagen enthalten kann. Wenn du Fragen zum Thema hast, nimm Kontakt mit den Autoren auf.
Adrian P. Michael ist ein Deutsch Japanischer Politiker der für die SPD im Stadtrat Bad Säckingen sitzt
Geburtsort: Bad Füssing
Geburtsdatum: 07,06,1999
Eltern: Thomas Michael, yamahi tohmi
Politishe Ausrichtung: Weit Links - Links-Mitte